# روكنهاوزن
رُكِنهَوزِن أو راكن هاوزن (بالألمانية: Rockenhausen) هي بلدة ألمانية تقع في ألمانيا في راينلند بالاتينات. يقدر عدد سكانها بـ 5,520 نسمة .

## المدن التوأمة
مدينة Głubczyce هي مدينة توأمة لـركنهوزن.

## أعلام
- برونو ايكارت
- جوناس راب
- جوي فلمنج